# Paul Braschoß
Paul Braschoß (* 1885 in Köln; † 30. Juni 1954 in Minden) war ein deutscher Jurist, Verwaltungsrichter und Kommunalpolitiker. Er war Verwaltungsjurist in Preußen und während des Zweiten Weltkrieges und des Nationalsozialismus als Oberregierungsrat der  preußischen Provinzialregierung in Münster tätig. Von April 1945 bis zu seiner auf seiner beruflichen Vorgeschichte beruhenden Entlassung im August 1945 amtierte er kurzzeitig als durch die britische Militärregierung eingesetzter Amtsbürgermeister in Greven im nördlichen Münsterland. Nach seiner Entnazifizierung wurde Braschoß 1950 Verwaltungsgerichtsdirektor in Minden.

## Leben
Paul Braschoß wurde im Jahr 1885 in Köln geboren und absolvierte nach seiner Schulzeit ein Studium der Rechtswissenschaften. Nach Ableistung des Referendariats war er als Verwaltungsjurist für die preußische Verwaltung tätig. Zuletzt arbeitete er während des Zweiten Weltkrieges und des Nationalsozialismus als Oberregierungsrat der preußischen Provinzialregierung Westfalens in Münster und war unter anderem für die Organisation von Evakuierungsmaßnahmen wegen des ab 1943 zunehmend durch Luftangriffe und ab 1944 durch heranrückende alliierte Truppen ins Deutsche Reich übergreifenden Kriegsgeschehens zuständig.
Nachdem Ende März 1945 britische und kanadische Truppen im Münsterland einmarschiert waren, wurde Braschoß am 1. April 1945 durch die nunmehr bestimmende britische Militärverwaltung in seinem damaligen Wohnort Greven, wo er seit 1942 seinen Wohnsitz hatte, zum neuen Amtsbürgermeister und damit zum Chef der lokalen Gemeindeverwaltung ernannt. Zuvor hatten die Briten Grevens nationalsozialistischen Amtsbürgermeister Wilhelm Vorndamme festgesetzt und seines Amtes enthoben. Braschoß war ein typischer Bürgermeister der Übergangsphase direkt nach dem Kriegsende im Frühjahr 1945 und als erfahrener Verwaltungsbeamter ein Ausführungsorgan der britischen Militärs zur reibungslosen Fortführung einer funktionierenden Verwaltung in der britischen Besatzungszone. Die wichtigsten Ziele waren besonders die Aufrechterhaltung der öffentlichen Sicherheit und Ordnung sowie die Organisation der grundlegendsten Infrastruktur, vor allem die Versorgung mit Nahrungsmitteln und Gütern aller Art. Nach nur viereinhalb Monaten im Amt wurde Braschoß am 13. August 1945 durch die Briten wegen seiner beruflichen Vorgeschichte als Verwaltungsjurist in der preußischen Verwaltung des Nazi-Regimes als Bürgermeister entlassen. Zu seinem Nachfolger wurde der Jurist und ehemalige Emsdettener Bürgermeister Johannes Berlage ernannt. In der Folge musste Braschoß ein Entnazifizierungsverfahren durchlaufen, bei dem er – allerdings erst nach einem Berufungsverfahren – in die Kategorie V eines „Entlasteten“ eingestuft wurde. Daraufhin nahm Braschoß seine Juristenlaufbahn wieder auf und wurde 1950 Verwaltungsgerichtsdirektor in Minden, wo er vier Jahre später am 30. Juni 1954 starb.